# Sumaho o otoshita dake na no ni
Sumaho o otoshita dake na no ni (jap. スマホを落としただけなのに) – japońska powieść o tematyce detektywistyczno–kryminalnej, napisana przez Akirę Shigę i wydana 6 kwietnia 2017 nakładem wydawnictwa Takarajimasha pod imprintem Takarajimasha Bunko.
22 października 2018 w serwisie audiobook.jp oraz w sklepie Google Play ukazała się wersja elektroniczna powieści w formie audiobooka.
Na podstawie powieści powstała adaptacja w formie mangi oraz filmu live action w reżyserii Hideo Nakaty.

## Adaptacje

### Manga
W oparciu o powieść powstała również manga, do której rysunki wykonał Hiroaki Shimada. Pierwszy rozdział został opublikowany 2 lutego 2018 w internetowym serwisie Kono manga ga sugoi!. Następnie wydawnictwo Takarajimasha rozpoczęło zbieranie pojedynczych rozdziałów do tankōbonów, których pierwszy z nich ukazał się w sprzedaży 13 kwietnia 2018.
Następnie publikacja mangi została przeniesiona na platformę LINE Comics (LINE Digital Frontier), na której 13 rozdziałów (w trzech tankōbonach) zostało wydanych jednocześnie 15 stycznia 2020. Według stanu na 15 czerwca 2021, wydano do tej pory 7 tomów.
| Nr | Data wydania (język japoński) | ISBN (język japoński)  |
| -- | ----------------------------- | ---------------------- |
| 1  | 15 stycznia 2020              | ISBN 978-4-86697-010-3 |
| 2  | 15 stycznia 2020              | ISBN 978-4-86697-011-0 |
| 3  | 15 stycznia 2020              | ISBN 978-4-86697-012-7 |
| 4  | 15 lutego 2020                | ISBN 978-4-86697-025-7 |
| 5  | 15 października 2020          | ISBN 978-4-86697-102-5 |
| 6  | 15 lutego 2021                | ISBN 978-4-86697-147-6 |
| 7  | 15 czerwca 2021               | ISBN 9784866971851     |

### Film live action
Produkcja filmu na podstawie powieści Akiry Shigi została zapowiedziana 9 czerwca 2018, natomiast premiera odbyła się 2 listopada tego samego roku w 315 kinach w całej Japonii. W okresie 3–4 listopada film obejrzało 169 000 osób, co przełożyło się na przychód na poziomie 234 milionów jenów. Pod koniec 2018 roku zanotowano przychody brutto w wysokości 1 960 000 000 jenów.

#### Obsada
- Keiko Kitagawa – Asami Inaba
- Yūdai Chiba – Manabu Kagaya
- Ryō Narita – Yoshiharu Urano
- Kei Tanaka – Makoto Tomita
- Taizō Harada – Tōru Busujima
- Miwako Kakei – Chihiro Amagi
- Jun Kaname – Yusai Takei
- Kenta Sakai – Toshiya Ono
- Maryjun Takahashi – Kanako Sugimoto
- Bakarhythm – Mamoru Koyanagi
- Yuki Sakurai – Minayo Yamamoto
- Takumi Kitamura

#### Emisja telewizyjna
Premiera telewizyjna filmu miała miejsce 6 stycznia 2020 na antenie TBS, natomiast ocena oglądalności wyniosła 6,2%. W porównaniu z oryginalną wersją filmu, wyemitowano również nieopublikowane materiały teatralne.